# 제50회 베네치아 국제 영화제
제50회 베네치아 국제 영화제는 1993년 8월 31일에 열린 시상식이다.

## 수상 및 후보

### 황금사자상
- 숏 컷 - 로버트 알트만 수상
- 세가지 색 제1편 - 블루/자유 - 크지슈토프 키에슬로프스키 수상

### 은사자상-감독상
- Neues Spiel, neues Gluck - 바흐치야르 후도이나자로프 수상

### 볼피컵 여우주연상
- 세가지 색 제1편 - 블루/자유 - 줄리엣 비노쉬 수상

### 볼피컵 남우주연상
- Anima divisa in due, Un' - 파브리지오 벤티보글리오 수상

### 볼피컵 특별상
- 숏 컷 - 프레드 워드 외 29명 수상

### 심사위원 특별상
- 배드 보이 버비 - 롤프 드 히어 수상